# Snajper (film 2014)
Snajper (ang. American Sniper, 2014) – amerykański wojenny dramat biograficzny w reżyserii Clinta Eastwooda. Adaptacja biografii American Sniper Chrisa Kyle’a wydanej w Polsce pod tytułem Cel snajpera (książka napisana wraz z Scottem McEwenem i Jamesem Defelicem).
Film przedstawia historię życia i służby najskuteczniejszego snajpera w historii armii Stanów Zjednoczonych, który podczas misji w Iraku zabił 255 osób, z czego 160 zostało oficjalnie potwierdzonych przez Pentagon.
Premiera filmu odbyła się 11 listopada 2014 w ramach Festiwalu Amerykańskiego Instytutu Filmowego.
Film otrzymał sześć nominacji do Oscara za rok 2014. Statuetkę za najlepszy montaż dźwięku otrzymali Alan Robert Marry i Bub Asman.

## Obsada
- Bradley Cooper jako młodszy chorąży marynarki Chris Kyle
- Sienna Miller jako Taya Renae Kyle
- Max Charles jako Colton Kyle
- Luke Grimes jako bosman Marc Lee
- Kyle Gallner jako Goat-Winston
- Sam Jaeger jako kapitan Martens
- Jake McDorman jako bosmanmat Ryan „Biggles” Job
- Cory Hardrict jako 'D' / Dandridge
- Eric Ladin jako Squirrel
- Erik Audé jako Thompson
- Tim Griffin jako pułkownik Gronski

## Nagrody i nominacje
87. ceremonia wręczenia Oscarów
- nagroda: najlepszy montaż dźwięku – Alan Robert Murray, Bub Asman
- nominacja: najlepszy film roku – Clint Eastwood, Robert Lorenz, Andrew Lazar, Bradley Cooper i Peter Morgan
- nominacja: najlepszy scenariusz adaptowany – Jason Hall
- nominacja: najlepszy aktor pierwszoplanowy – Bradley Cooper
- nominacja: najlepszy montaż – Joel Cox i Gary Roach
- nominacja: najlepszy dźwięk – Gregg Rudloff, John T. Reitz, Walt Martin

68. ceremonia wręczenia nagród Brytyjskiej Akademii Filmowej
- nominacja: najlepszy scenariusz adaptowany – Jason Hall
- nominacja: najlepszy dźwięk – Walt Martin, John T. Reitz, Gregg Rudloff, Alan Robert Murray i Bub Asman

19. ceremonia wręczenia Satelitów
- nominacja: najlepszy scenariusz adaptowany – Jason Hall
- nominacja: najlepszy montaż – Gary Roach i Joel Cox